# Án văn tự đầu đời Minh
Án văn tự đầu đời Minh hay Ngục văn tự đời Minh là tên chung dùng để chỉ những vụ án do chữ nghĩa mà ra, ngay sau khi nhà Minh được thành lập ở Trung Quốc.

## Người quăng lưới đầu tiên đời Minh

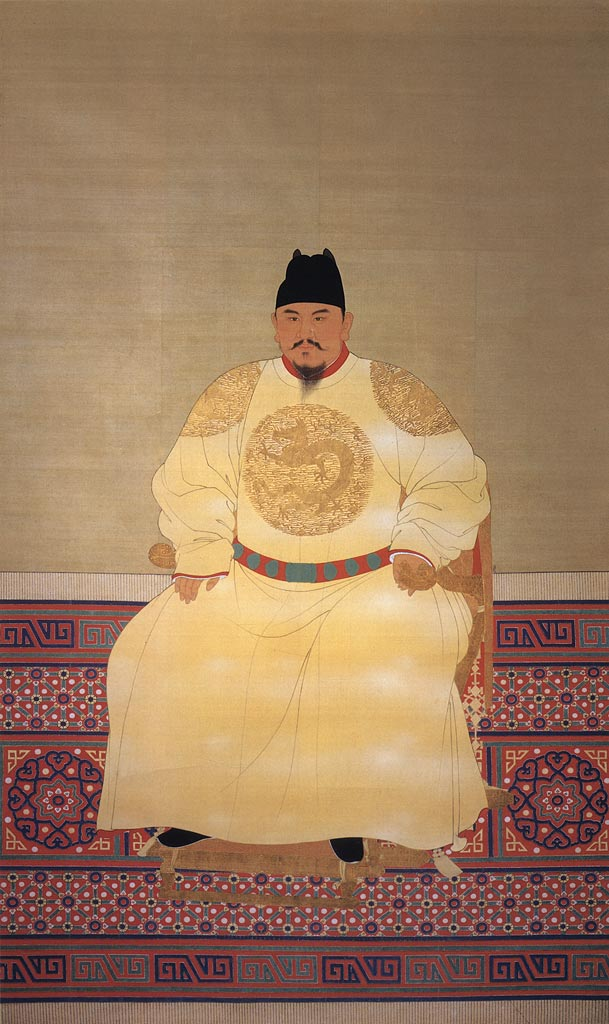
Minh Thái Tổ.

Theo cách gọi của các nhà nghiên cứu văn học, thì Minh Thái Tổ (1328-1398) tức Chu Nguyên Chương, chính là người quăng lưới "ngục văn tự" đầu tiên trong triều đại do ông khai sáng (1368-1644).
Chu Nguyên Chương, lúc trẻ nghèo khổ, ít học, từng làm sư ở chùa Hoàng Giác. Trong cao trào khởi nghĩa nông dân, ông đi theo quân Hồng Cân (Khăn đỏ) do Quách Tử Hưng chỉ huy. Đến khi Tử Hưng mất, Nguyên Chương lên thay, tôn Tiểu Minh Vương là Hàn Lâm Nhi làm thủ lĩnh. Sau khi tấn công Tập Khánh (nay là Nam Kinh), Nguyên Chương được phong là Ngô Quốc Công.
Lúc đầu, Nguyên Chương biết tôn trọng hiền sĩ, biết nghe theo đề nghị của Chu Thăng "xây tường cao, tích lương nhiều, hoãn việc xưng vương", song ngay sau khi tiêu diệt được Trần Hữu Lượng, cũng là thủ lĩnh một cuộc khởi nghĩa khác chống Nguyên, Nguyên Chương liền tự xưng là Ngô Vương, phát tán cáo trạng nguyền rủa quân Hồng Cân mà mình từng theo là "yêu nghiệt" và sai người giết chết Hàn Lâm Nhi.
Tiếp đó, Nguyên Chương đánh bại một đội quân khởi nghĩa khác, khiến tướng chỉ huy là Trương Sĩ Thành phải tự sát.
Năm 1367, Nguyên Chương tiến hành bắc phạt, năm sau (1368), lên ngôi Hoàng đế, dựng nên vương triều Minh, lấy niên hiệu là Hồng Vũ. Cũng năm ấy, ông cho đánh chiếm Đại Đô (nay là Bắc Kinh), lật đổ triều Nguyên, từng bước thu phục đất đai cả nước.

## Lưới ngục văn tự

### Nguyên do
Lên ngôi xong, song song với việc tiến hành một số cải cách kinh tế, Chu Nguyên Chương liền cho thiết lập một chế độ trung ương tập quyền cao độ và thi hành những chính sách văn hóa bảo thủ và nghiêm ngặt. Một mặt, nhà vua cổ xúy loại văn nhằm ca tụng công đức của mình; mặt khác, ông ra tay đàn áp văn nhân.
Theo GS. Phan Khoang, bởi nhà vua vốn vi tiện xuất thân, nên đối với các văn thần thường hay nghi kỵ, bề tôi dâng biểu chương trong có chữ gì vua ngờ là có ý nhạo báng mình thì bị giết hết.
Học giả Nguyễn Hiến Lê có ý kiến tương tự: 
Cũng như Lưu Bang, vì ít học, nên ông (Chu Nguyên Chương) nghi kỵ các văn thần... Sử chép có người khen ông là biết "đạo", ông hiểu là mỉa ông làm "đạo tặc". Một người khác nịnh ông là làm "tăng trí tuệ lên" (tăng trí), ông cho rằng chê ông có cái trí tuệ của thầy tăng (nhà sư)...Ông là ông vua Hán độc tài nhất trong lịch sử Trung Hoa, không kém Tần Thủy Hoàng.
Trong một bài viết trên Nguyệt san Pháp Luật Thành phố Hồ Chí Minh, thì cho rằng có một võ tướng đã to nhỏ với Chu Nguyên Chương rằng thiên hạ này là do nhà vua chinh chiến, trải bao hiểm nguy khó nhọc mới giành được; ngược lại, giới văn nhân ngồi không mà được hưởng. Và nếu phải dùng họ thì không nên quá tin vì giới văn nhân thường xoi mói, châm chọc, phỉ báng. Như Trương Sỹ Thành cả đời sủng ái văn nhân, cho họ có nhà cao cửa rộng…vậy mà khi nhờ chọn tên, họ lại chọn cho ông ta cái tên: Sỹ Thành. Viên tướng này giải thích: Trong sách Mạnh Tử, xưa có câu "Sỹ, thành tiểu nhân dã" (người kẻ sĩ thành ra kẻ tiểu nhân vậy). Cũng có thể dời dấu phẩy thành "Sỹ Thành, tiểu nhân dã" (Sỹ Thành là kẻ tiểu nhân). Câu chửi trích từ lời thánh hiền xưa, đến chết y cũng không vỡ lẽ ra, thật là đáng thương. Kể từ đó, Chu Nguyên Chương rất chú ý tới những bản tấu sớ do quần thần dâng lên, nghiền ngẫm từng câu từng chữ xem có ý phạm thượng nào không...

### Lược kể một vài vụ án
Thời rộ lên các vụ án văn tự, hầu như tất cả những người viết vô tình phạm câu chữ kỵ húy đều bị khép tội phỉ báng Hoàng đế. Nhẹ thì họ bị chém đầu; nặng thì bị chém ngang lưng, bị tùng xẻo...

#### Dưới thời Minh Thái Tổ
Giáo thụ Chiết Giang là Lâm Nguyên Lượng, Huấn đạo Bắc Bình là Triệu Bá Ninh, Huấn đạo Phúc Châu là Lâm Bá Cảnh, Học chính Phong Châu là Mạnh Thanh...đều phạm tội, đơn giản chỉ vì trong các bài biểu họ viết hộ cho quan trên dâng lên vua có hai chữ "tác tắc", mà chữ " tắc" (phép tắc) đọc na ná như " tặc" (giặc), nên Chu Nguyên Chương cho rằng "tác tắc" không phải để ca ngợi mà ám chỉ ông ngày trước là "đạo tặc" (bọn trộm cướp), nghịch tặc (kẻ phản nghịch), gian tặc (kẻ chuyện làm chuyện giả dối bất lương) và làm giặc! Thế là cả những người viết hộ và người dâng biểu đều bị lôi ra chém chết.
Tương tự, Hàng Châu phủ học giáo thụ là Hứa Nhất Khởi làm bài biểu tấu chúc mừng trong có câu "Quang thiên chi hạ, thiên sinh thánh nhân, vi thế tác tắc" (Dưới trời sáng láng, trời sinh thánh nhân, làm khuôn phép cho đời). Nguyên Chương đọc xong, liền xử tội chết vì cho rằng câu văn trên Nhất Khởi đã ám chỉ mình là tăng, là giặc. Bởi theo vua Minh, thì chữ "thánh nhân" có ý nói ông là "tăng nhân" (hai chữ đọc cùng âm), là trọc đầu ("quang" gợi đến chữ " quang đầu" có nghĩa trọc đầu) và là giặc ("tắc" cùng âm với "tặc").
Tương tự, Giáo thụ huyện Úy Thị tên Hứa Nguyên cũng làm bài biểu tấu mừng, trong đó có tám chữ "Thể càn pháp khôn, tào sức thái bình" (Thể chế như trời phép tắc như đất, trau chuốt làm đẹp cảnh thái bình). Chu Nguyên Chương suy ra cho rằng "pháp khôn" nghĩa là hình phạt cạo trọc đầu và "Tảo sức thái bình" là "Tảo thất thái bình", có nghĩa sớm sẽ gặp binh đao loạn lạc. Vậy là Hứa Nguyên bị lôi ra xử tùng xẻo.
Thấy vậy, quan chức bộ Lễ đến xin Minh Thái Tổ hãy giáng một đạo dụ, để thần dân cứ theo thế mà theo.
Năm Hồng Vũ năm thứ 29 (1396), vua ra lệnh cho Lưu Tam Ngô, hàn lâm viện học sĩ soạn mẫu biểu khánh chúc tạ ơn, rồi ban bố ra thiên hạ để giới văn nhân học sĩ cứ thế mà theo.
Năm Hồng Vũ thứ ba cấm dân chúng đặt tên cho con là Thiên, Quốc, Quân, Thánh, Thần.
Năm Hồng Vũ thứ 26 lại cấm dân trăm họ đặt tên là Thái Tổ, Thánh Tôn, Long Tôn, Hoàng Tôn, Thái Thúc. Thậm chí cả những danh từ dân gian quen dùng vẫn bị cấm. Ví dụ như "y sinh" (thầy thuốc. Chữ "sinh" đọc giống chữ "tăng") chỉ được gọi là y sĩ, y nhân, y giả...
GS. Nguyễn Khắc Phi cũng đã kể mấy mẩu chuyện như sau:
Cao Khải (1330-1374), người Tô Châu, được xem là một nhà thơ lớn nhất đời Minh. Cuối đời Nguyên, ông ở ẩn bên dòng sông Ngô Tùng. Đầu đời Minh, năm Hồng Vũ thứ hai, được tiến cử biên soạn bộ Minh sử, ông đành miễn cưỡng vào kinh. Năm sau Chu Nguyên Chương ban cho ông chức quan cao là Hữu thị lang bộ Hộ, song ông nhất quyết từ chối, chỉ một mực xin được về quê, nên nhà vua giận lắm.
Sau, Tri phủ Tô Châu là Ngụy Quan xây dựng phủ đường trên nền cung điện của Trương Sĩ Thành, bị Nguyên Chương xử chém ngang lưng vì cho thế là phạm tội đại nghịch. Khi tra xét án, biết được lúc dựng phủ đường này, Cao Khải có làm một bài văn trong đó có bốn chữ "hổ cứ long bàn" (hổ ngồi rồng nằm), Chu Nguyên Chương tức giận vì cho thế là Cao Khải đã xui Ngụy Quan chống lại mình. Cái giận cũ chưa nguôi nay lại thêm cái giận mới, cho nên Nguyên Chương ra lệnh chém Cao Khải ngang lưng giữa thành phố Nam Kinh, rồi còn sai xẻ thây làm 8 mảnh. Ngoài Cao Khải, các văn nhân rất nổi tiếng khác như Đới Lương, Trương Mạnh Kiêm cũng vì thơ văn phạm húy mà bị giết...
Một nhà sư hiệu là Thủ Nhân ở núi Tứ Minh (Chiết Giang), được triệu về kinh. Ở đây, ông có làm bài thơ nhan đề là Phỉ thúy (Chim trả) như sau:
Kiến thuyết Viêm châu tiến thúy y,
Võng la nhất nhật biến đông tê (tê).
Vũ mao diệc túc vi thân lụy,
Na đắc thu tâm tĩnh xứ thê?
| Dịch nghĩa: Nghe nói châu Viêm tiến áo trả, Một ngày bủa lưới khắp nơi nơi. Cánh lông còn khiến thân chim lụy, Rừng thu sao được chỗ yên ngơi? |

Chu Nguyên Chương cho đó là một bài thơ phỉ báng mình, nên ra lệnh chém chết nhà sư.
Một nhà thơ khác, hiệu là Đức Tường ở Tiền Đường cũng được triệu về kinh, rồi cũng vì một bài thơ Hạ nhật tây viên (Vườn phía tây ngày hè) mà bị chém.
Nhà vua chất vấn từng câu một, trong đó có câu 2 như thế này: "Nhiệt thời vô xứ khá thừa lương". Đọc xong, nhà vua hỏi: nhà ngươi nói "lúc trời oi bức không có chỗ hóng mát", có phải là phúng thích hình pháp của ta quá nghiêm khắc không?...
Có lần, Chu Nguyên Chương đi thăm một ngôi chùa, thấy trên tường có người đề bài thơ như sau:
Đại thiên thế giới hạo mang mang,
Thu thập đồ tương nhất đại trang.
Tất cánh hữu thu hoàn hữu tán
Phóng khoan tá tử hựu hà phương!
| Tạm dịch: Thế giới bao la và bất tận, Một bao chứa cất của thu vào. Rốt cuộc có thu rồi có phát, Rộng tay một chút ngại gì đâu! |

Nhà vua cho thế là có ý châm biếm hình pháp quá nghiêm ngặt, bèn đưa toàn bộ những nhà sư trong chùa ra chém sạch!
Không chỉ đối với đương thời mà với cổ nhân, Chu Nguyên Chương cũng không khoan thứ. Ông cho rằng những câu trong cuốn Mạnh Tử, như:
Vua xem bề tôi như tay chân, thì bề tôi coi vua như lòng dạ,
Vua xem bề tôi như chó ngựa, thì bề tôi coi vua như dân thường,
Vua xem bề tôi như đất cỏ thì bề tôi coi vua như giặc cướp, như kẻ thù (dịch trong "thiên li lâu, hạ").
Nguyên Chương cho vậy là: "đại nghịch bất đạo", nên lệnh cho loại bỏ bài vị Mạnh Tử ra khỏi miếu thờ, và thủ tiêu tư cách Á thánh của ông.
Ngoài những vụ án văn tự trên, theo Tiêu Lê, văn thần võ tướng, còn bị càn quét triệt để hai lần nữa:
Năm Hồng Vũ thứ 13 (1380), Thừa tướng Hồ Duy Dung bị kết tội mưu phản, làm liên lụy đến hơn 3 vạn người vô tội. 
Năm Hồng Vũ thứ 26 (1393), Lam Ngọc cũng chịu chung số phận như vậy cùng với 2 vạn người….

#### Dưới thời Minh Thành Tổ

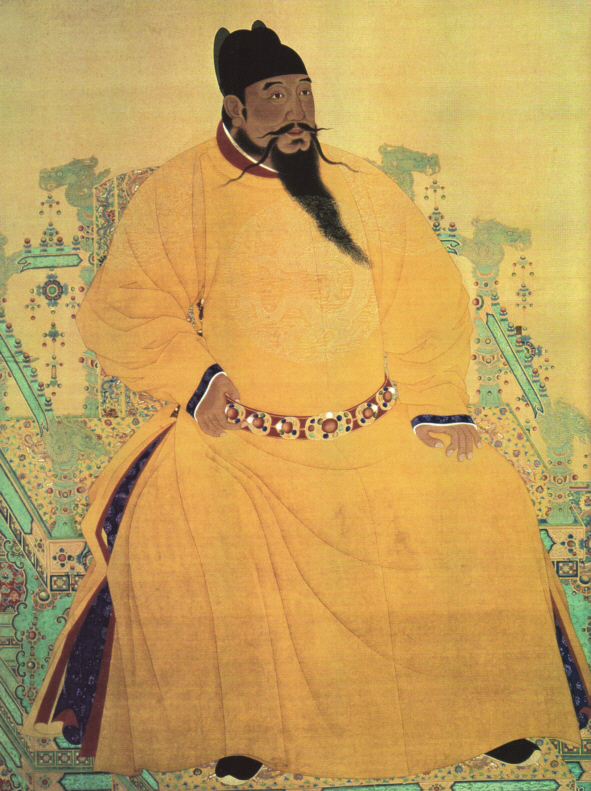
Minh Thành Tổ.

Chu Nguyên Chương mất, con là Chu Lệ (được phong làm Yên Vương) kéo quân về tranh ngôi với cháu là Chu Doãn Văn. Tranh đoạt được, Chu Lệ xưng là Minh Thành Tổ, rồi ra lệnh giết hàng loạt quan lại trung thành với Chu Doãn Văn. Tình hình chính trường rất căng thẳng, lưới văn tự lại càng nghiêm ngặt.
Bấy giờ, có một danh sĩ rất mọi người được trọng vọng, đó là Phương Hiếu Nhụ (hay Hiếu Nho), người Chiết Giang. Chu Lệ cho mời vào buộc phải viết "chiếu lên ngôi". Vị Văn học bác sĩ này không chịu làm, vua dọa giết hết cửu tộc. Hiếu Nhụ đáp: Dẫu giết hết mười tộc cũng không viết.
Vua đưa bút ép, Hiếu Nhụ viết lớn bốn chữ: Yên tặc thoán vị (Giặc Yên cướp ngôi). Nhà vua nổi giận, sai phanh thây Phương Hiếu Nhụ ở chợ, giết hết chín tộc rồi còn cho giết cả con em của những bộ hạ cho đủ mười tộc, đúng như lời Hiếu Nhụ thách thức! Số người chết trong vụ án này, già trẻ trước sau bị giết tới 873 người.
Cù Hựu, người Hàng Châu, là một nhà văn nổi tiếng nhất đời Minh, vì làm mấy thơ tỏ nỗi bất bình mà bị tống giam rồi bị đày về vùng Bảo An (nay thuộc huyện Chí Đan, tỉnh Thiểm Tây).

## Hậu quả
Sách Lịch sử văn học Trung Quốc (tập 3) có đoạn:
Lưới văn chương ở thời kỳ đầu Minh cực kỳ nghiêm ngặt, các văn sĩ thường chỉ nhầm một chữ, một câu mà mắc họa...Vì thế, trong sáng tác các văn nhân phải cẩn thận, hết sức tránh nói đến chính trị. Điều đó, lý giải vì sao thơ văn thời này rất ít bài phản ảnh hiện thực, mà tràn ngập một không khí điểm xuyết thanh bình và ca ngợi công đức, nhằm thích ứng với nhu cầu của giai cấp thống trị mới.
Ngoài ra, để tiến thêm một bước trong việc khống chế và trói buộc tư tưởng của tầng lớp trí thức, giai cấp thống trị đã ra sức đề xướng triết học Trình Hạo-Chu Hi. Hơn nữa, Minh Thành Tổ đã ra lệnh Hồ Quảng, Dương Vinh biên soạn lại Tứ thư, Ngũ kinh, Tính Lý đại toàn, và buộc học sinh trong cả nước phải học. Và muốn cho tầng lớp trí thức cam tâm cúi đầu phục vụ mình, ông ta còn đặt ra lối thi cử bằng văn bát cổ, cốt làm hạn chế tư tưởng của giới nho sinh.
Tóm lại, trừ tiểu thuyết ra, thành tựu văn học đầu Minh không lớn.